# Morakovo
Morakovo (cyr. Мораково) – wieś w Czarnogórze, w gminie Nikšić. W 2011 roku liczyła 336 mieszkańców.